# مؤسسه دانشگاه اروپا
مؤسسه دانشگاه اروپا (به ایتالیایی: Istituto universitario europeo) یک دانشگاه در ایتالیا است که در فیزوله واقع شده‌است.